# Joaquín Jiménez Maxwell
Joaquín Buenaventura Jiménez Maxwell (* 14. Juli 1935 in Sánchez; † 8. August 2011) war ein dominikanischer Journalist, Hörfunksprecher und -direktor.

## Leben
Jiménez bestand 1957 eine vom dominikanischen Kultusminister geleitete Joaquín Balaguer Prüfung als Rundfunksprecher und wurde Sprecher beim Sender La voz del oriente in San Pedro de Macorís. Von dort wechselte er zum Sender HIN, bis ihn Petán Trujillo kurze Zeit später zu La Voz Dominicana holte. Nach dem Ende der Diktatur Trujillos ging er nach Puerto Rico und arbeitete dort für den Sender Noticias WKW.
1962 kehrte er in die Dominikanische Republik zurück und gründete dort die Nachrichtenagentur Publicilandia. Im Mai 1963 gründete er zusammen mit Manuel María Pimentel den Sender Radio Mil. Zu Radio Mil holte er junge Absolventen des Journalismusstudiums der Universidad Autónoma de Santo Domingo, darunter Pedro Nadal, Moisés Blanco Genao, Negro Martínez, José Ramón Tejera und Emilio Herasme Peña. Er selbst übernahm „Radio Mil Informando“, ein Nachrichtenprogramm, mit dem er von den 1960er- bis 1980er-Jahren dreimal täglich auf Sendung war.
2007 veröffentlichte Jiménez seine Memoiren unter dem Titel Memorias del fracaso de un triunfador.